# Tinganes

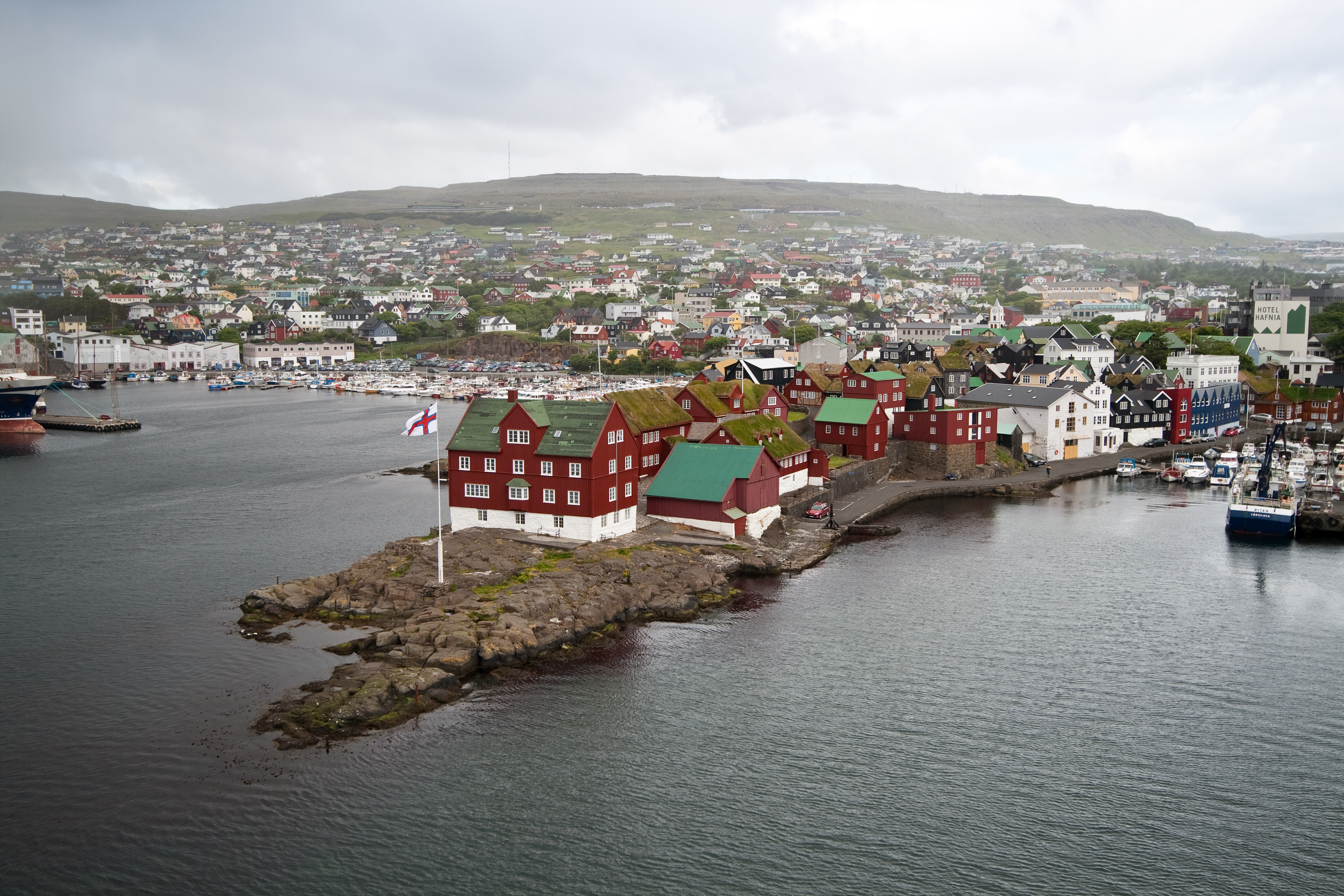
Die Halbinsel Tinganes; die roten Gebäude im Vordergrund sind diejenigen der Landesregierung.

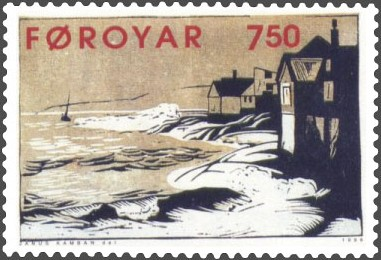
Briefmarke von 1991, Linolschnitt nach einem alten Foto

Tinganes (deutsche Übersetzung: „Thing-Landzunge“) ist eine Halbinsel im Hafen von Tórshavn.

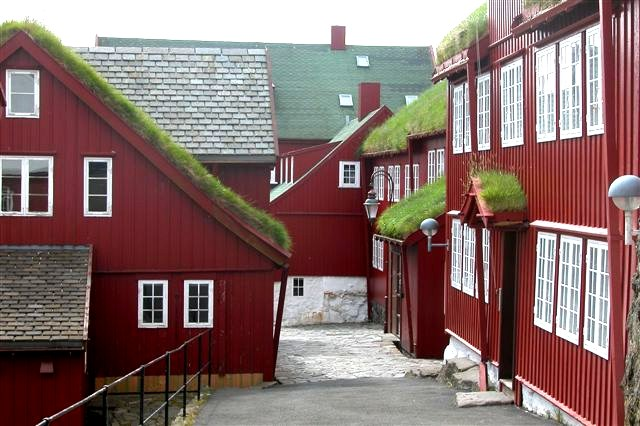
Gasse auf Tinganes; Viertel der färöischen Landesregierung.

Tinganes hat seinen Namen von dem Løgting, das auf die Wikingerzeit auf den Färöern zurückgeht. Bereits um 900 versammelten sich hier die freien Männer der Färöer zum Thing. Das Løgting selbst ist inzwischen etwas weiter nördlich im Stadtzentrum Tórshavns angesiedelt, aber die färöische Landesregierung hat hier nach wie vor ihren Sitz.
Tinganes ist der älteste Teil der Stadt und geprägt durch seine engen Gassen. Hier befindet sich auch die Tórshavner Domkirche.
Im Jahr 999 wurde hier der Wikingerhäuptling Tróndur í Gøtu getauft und die Christianisierung der Färöer beschlossen.

## Eines der „sieben färöischen Wunder“
Zur Ólavsøka 2007 veranstaltete das färöische Fernsehen Sjónvarp Føroya einen landesweiten Wettbewerb über die „sieben färöischen Wunder“, bei dem die Zuschauer beliebige Vorschläge über besondere Bauten und andere Gegenstände machen konnten. Eine Rangfolge der acht Sieger (wegen Stimmengleichheit in einem Fall) wurde nicht bekannt gegeben, aber Tinganes gehört dazu. Die anderen sind das Kirchengestühl von Kirkjubøur, die Magnuskathedrale, die Christianskirkjan in Klaksvík, das Haus des Nordens, der Norðoyatunnilin, die erste Flagge der Färöer in der Kirche von Fámjin und der Sitz der Reichsombudsschaft auf den Färöern (die letzten beiden mit Stimmengleichheit).